# Bầu trời bao la
The Sky Is Everywhere là một bộ phim chính kịch lãng mạn dành cho lứa tuổi thành niên của Mỹ năm 2022 do Josephine Decker đạo diễn và Jandy Nelson viết kịch bản, dựa trên tiểu thuyết cùng tên năm 2010. Phim có sự tham gia của Grace Kaufman, Pico Alexander, Jacques Colimon, Cherry Jones và Jason Segel.
The Sky Is Everywhere được phát hành vào ngày 11 tháng 2 năm 2022 bởi A24 và Apple TV+.

## Tóm tắt
″Ẩn mình giữa những cây gỗ đỏ kỳ diệu ở Bắc California và được bao quanh bởi những bông hồng khổng lồ của bà ngoại, Lennie Walker, 17 tuổi, một thần đồng âm nhạc rạng rỡ, phải vật lộn với nỗi đau tột cùng sau sự ra đi đột ngột của chị gái Bailey. Khi Joe Fontaine, chàng trai mới lôi cuốn ở trường, bước vào cuộc đời của Lennie, cô đã bị anh thu hút. Nhưng mối quan hệ phức tạp của Lennie với Toby, người bạn trai của em gái cô, bắt đầu ảnh hưởng đến tình yêu mới chớm nở của Lennie và Joe.[…]″ - Trang web A24

## Diễn viên
- Grace Kaufman...	Lennie Walker
- Jason Segel...	Big Walker
- Cherry Jones...	Gram Walker
- Jacques Colimon...	Joe Fontaine
- Ji-young Yoo...	Sarah
- Havana Rose Liu...	Bailey Walker
- Pico Alexander...	Toby Shaw
- Julia Schlaepfer...	Rachel Brazile
- Tyler Lofton...	Marcus
- Sol Landerman...	Mr. James
- Augie Isaac...	Luke Jacobus

## Sản xuất
Vào tháng 8 năm 2015, Warner Bros. Pictures đã mua bản quyền chuyển thể thành phim cho cuốn sách. Vào tháng 10 năm 2019, có thông báo rằng A24 và Apple TV+ sẽ sản xuất bộ phim, với Josephine Decker chỉ đạo và Nelson viết kịch bản. Vào tháng 7 năm 2020, Grace Kaufman tham gia dàn diễn viên của bộ phim với vai chính Lennie. Vào tháng 9 năm 2020, Jason Segel và Cherry Jones tham gia dàn diễn viên của bộ phim. Vào tháng 10 năm 2020, Jacques Colimon tham gia dàn diễn viên của bộ phim. Vào tháng 1 năm 2021, Ji-young Yoo tham gia dàn diễn viên của bộ phim. Quay phim chính bắt đầu ở Eureka, California vào tháng 10 năm 2020. Và kết thúc vào ngày 22 tháng 11 năm 2020.

## Phát hành
Phim được phát hành vào ngày 11 tháng 2 năm 2022.

## Đánh giá
Trên trang tổng hợp phê bình Rotten Tomatoes, 65% trong số 55 bài phê bình của các nhà phê bình là tích cực, với điểm trung bình là 6,6/10. Sự đồng thuận của trang web có nội dung: "The Sky Is Everywhere không bao giờ hoàn toàn mở rộng tầm cao của sự sâu sắc mà nó mong muốn, nhưng ngôi sao Grace Kaufman đã chứng tỏ sự phù hợp hoàn hảo với tầm nhìn của đạo diễn Josephine Decker." Metacritic, sử dụng thang điểm trung bình, đã cho bộ phim số điểm 66 trên 100, dựa trên 20 nhà phê bình, cho thấy "các bài đánh giá nhìn chung là thuận lợi".